# Hào quang (hiện tượng quang học)

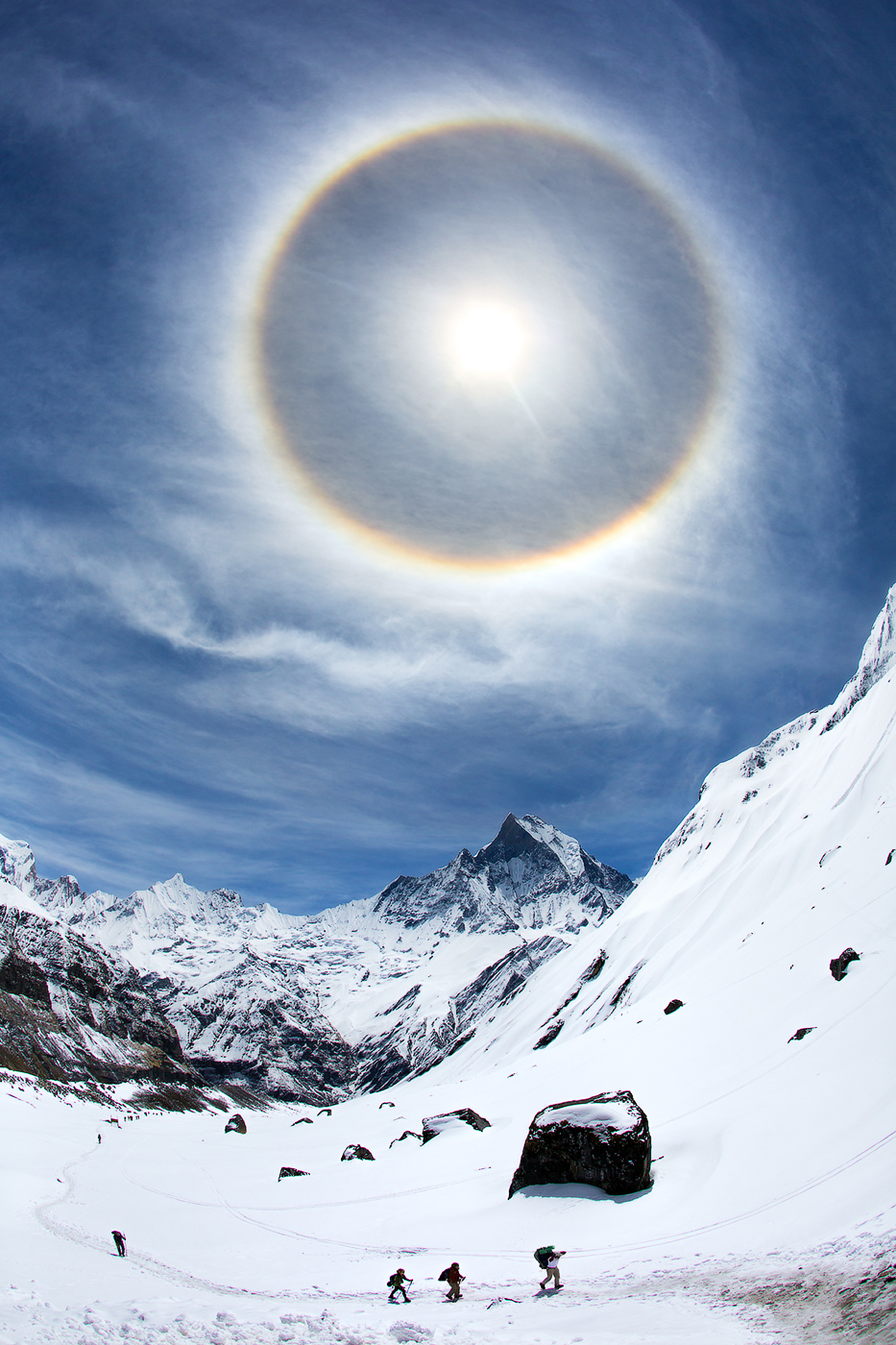
Một vầng hào quang 22° quanh Mặt Trời, được nhìn thấy trước trại cơ sở Annapurna, Annapurna, Nepal.

Hào quang (từ tiếng Hy Lạp ἅλως, halōs) là tên cho một loại hiện tượng quang học được tạo ra bởi ánh sáng mặt trời tương tác với các tinh thể băng lơ lửng trong bầu khí quyển. Hào quang có thể có nhiều hình thức, từ các vòng tròn màu trắng hoặc nhiều màu sắc cho tới các cung tròn và điểm sáng trên bầu trời. Nhiều hào quang trong số này xuất hiện gần Mặt Trời hoặc Mặt Trăng, nhưng một số hào quang khác xảy ra ở những nơi khác hoặc thậm chí ở phần đối diện của bầu trời. Trong số các loại hào quang, phổ biến nhất là hào quang tròn (được gọi là hào quang 22°), trụ cột ánh sáng và mặt trời giả, nhưng cũng có nhiều loại hào quang khác; một số hào quang là khá phổ biến, trong khi những loại hào quang khác là cực hiếm mới xuất hiện nên số ảnh được chụp cho hiện tượng tự nhiên này có giới hạn.
Các tinh thể băng chịu trách nhiệm về các hào quang thường bị treo ở các đám mây ti hoặc ti tầng ở tầng đối lưu phía trên (5–10 km (3.1–6.2 mi)), nhưng trong thời tiết lạnh, chúng cũng có thể trôi nổi gần mặt đất, trong trường hợp này chúng được gọi là bụi kim cương. Hình dạng và định hướng cụ thể của các tinh thể băng chịu trách nhiệm về loại hào quang quan sát được. Ánh sáng được phản xạ và khúc xạ bởi các tinh thể băng và có thể phân chia thành các màu do tán sắc. Các tinh thể hoạt động như lăng kính và gương, khúc xạ và phản xạ ánh sáng giữa các mặt của chúng, gửi các chùm ánh sáng theo các hướng cụ thể.
Các hiện tượng quang học khí quyển như hào quang được coi như một phần của thời tiết dân gian, đó là một kinh nghiệm dự báo thời tiết trước khi ngành khí tượng học phát triển. Chúng thường là dấu hiệu rằng mưa sẽ rơi trong vòng 24 giờ tới, vì những đám mây ti tầng khiến chúng có thể biểu hiện một frông thời tiết đang đến gần.
Các loại phổ biến khác của hiện tượng quang học liên quan đến giọt nước thay vì tinh thể băng bao gồm glory và cầu vồng.

## Lịch sử
Mặc dù Aristotle đã từng đề cập đến hào quang và mặt trời giả trong thời cổ đại, nhưng các mô tả châu Âu đầu tiên về các biểu hiện tổ hợp này là của Christoph Scheiner ở Rome (khoảng năm 1630), Hevelius ở Danzig (1661) và Tobias Lowitz ở St Petersburg (1794). Các nhà quan sát Trung Hoa đã ghi nhận điều này trong nhiều thế kỷ, dẫn chiếu đầu tiên có lẽ là một đoạn trong "Tùy thư" viết năm 637, về "Thập huy" (十辉, Mười loại ánh sáng), đưa ra các thuật ngữ chung cho 26 hiện tượng hào quang Mặt Trời.

Hào quang được tạo ra bởi ánh sáng mặt trời tương tác với các tinh thể băng lơ lửng trong bầu khí quyển.
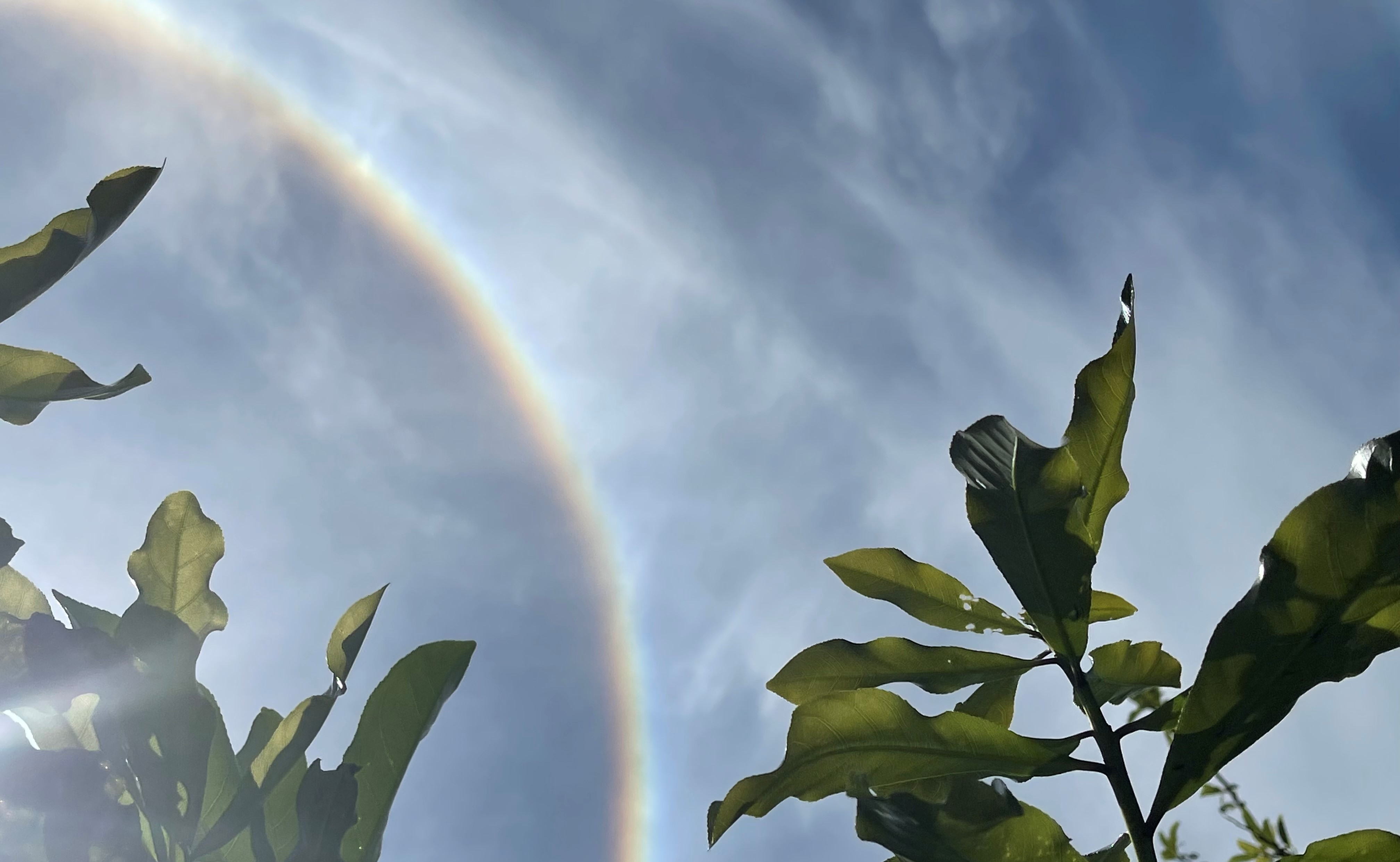
Một vầng hào quang Mặt trời được nhìn thấy ở thị xã Ninh Hòa ngày 28 tháng 3 năm 2022.
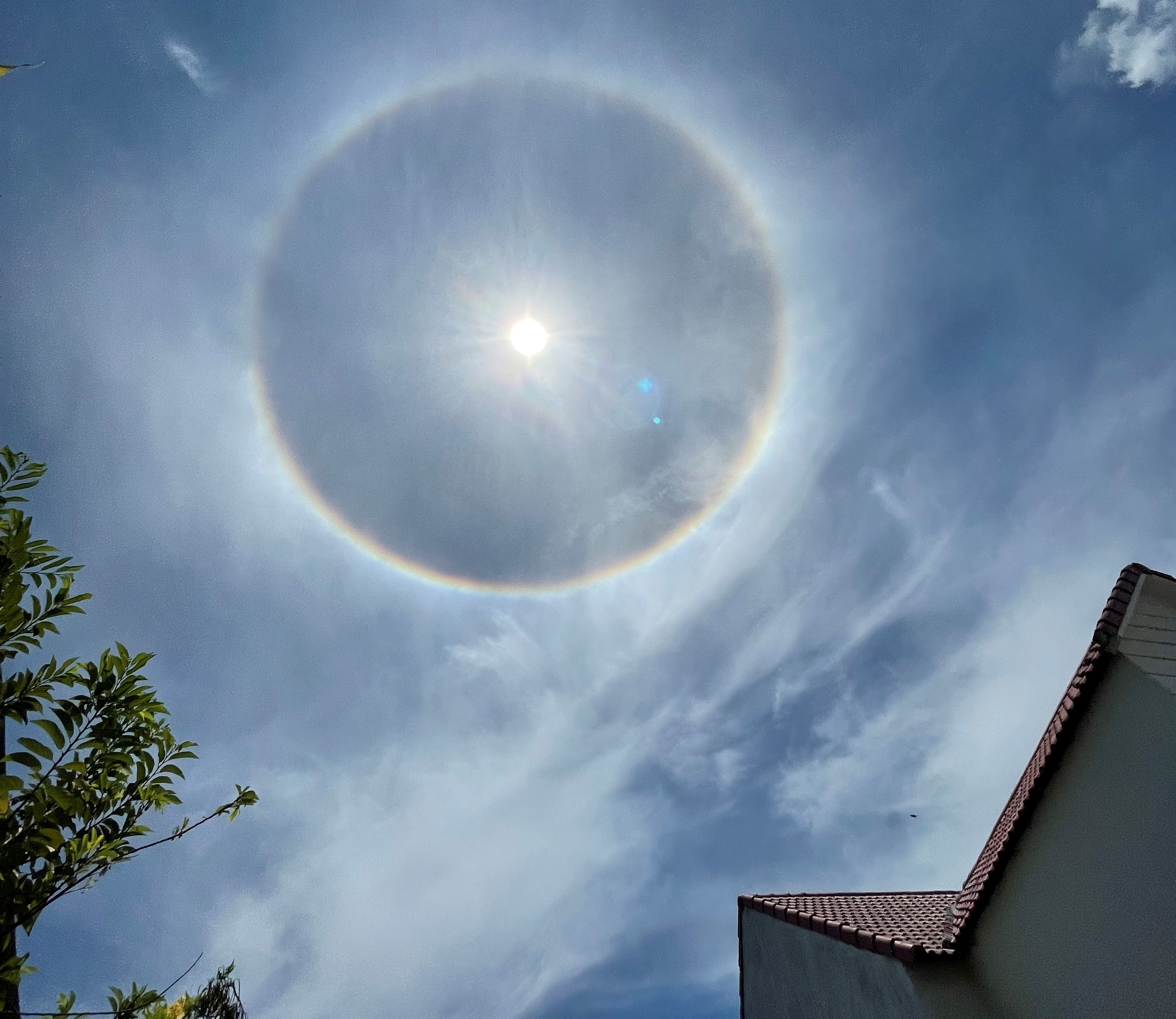
Hào quang 22° trên bầu trời phường Ninh Hiệp, thị xã Ninh Hòa.
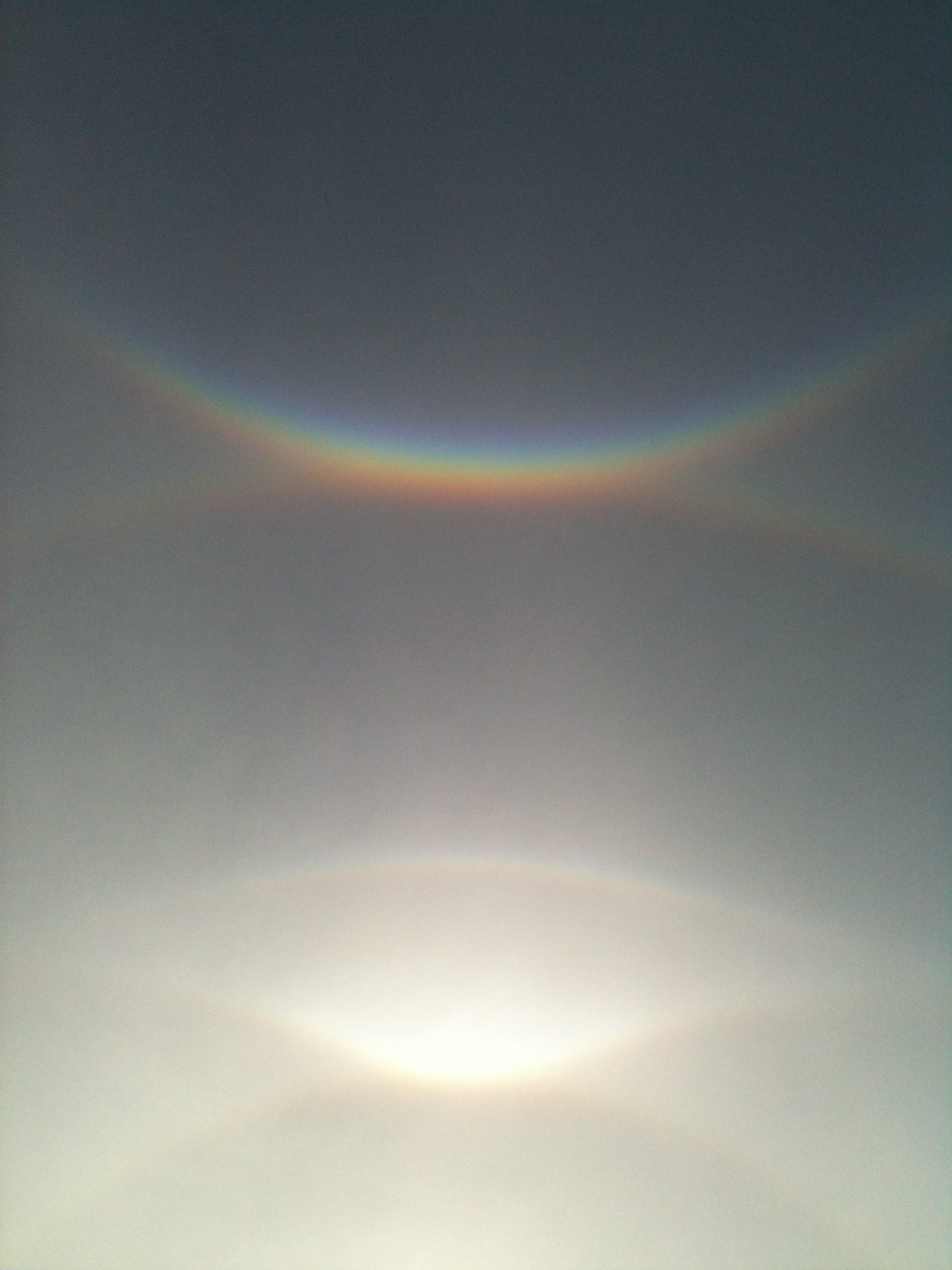
Từ đầu đến cuối: Một vòng cung tròn thiên đỉnh, vòng cung đối xứng bên trên, vòng cung Parry, vòng cung tiếp tuyến trên, và hào quang 22°.
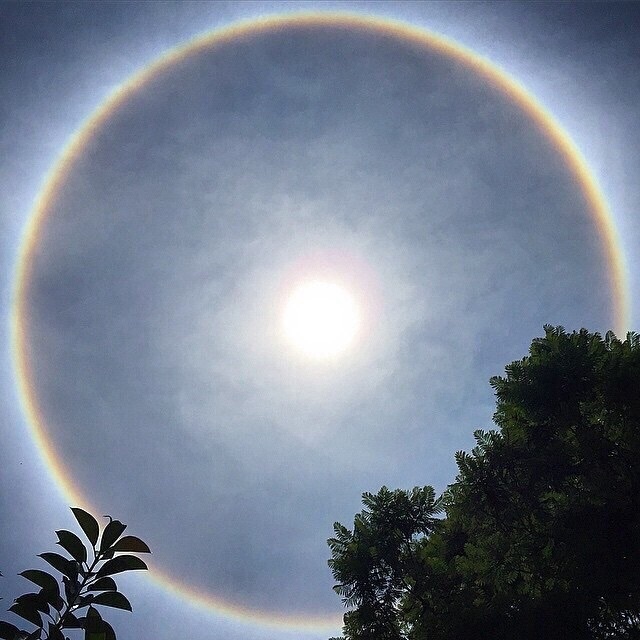
Một hào quang xuất hiện trên bầu trời Mexico.

## Trụ cột ánh sáng
Một cột trụ ánh sáng hoặc cột mặt trời, xuất hiện dưới dạng cột trụ hoặc cột ánh sáng tăng từ đường chân trời gần lúc Mặt Trời lặn hoặc Mặt Trời mọc, mặc dù nó có thể xuất hiện dưới Mặt Trời, đặc biệt nếu người quan sát ở vị trí cao hoặc rất cao. Các tinh thể băng hình cột và hình lục giác gây ra hiện tượng này. Các tinh thể dạng tấm thường chỉ gây ra các trụ cột khi Mặt Trời nằm trong phạm vi dưới 6 độ cao của đường chân trời; trong khi đó tinh thể cột có thể gây ra một cột trụ khi Mặt Trời cao tới 20 độ so với đường chân trời. Các tinh thể có xu hướng tự định hướng gần theo chiều ngang khi chúng rơi xuống hoặc trôi nổi trong không khí, và chiều rộng và khả năng hiển thị của một cột Mặt Trời phụ thuộc vào sự sắp xếp tinh thể.
Trụ cột sáng cũng có thể hình thành xung quanh Mặt Trăng, và xung quanh đèn đường hoặc các nguồn ánh sáng khác. Trụ cột hình thành từ các nguồn ánh sáng mặt đất có thể xuất hiện cao hơn nhiều so với các cột có liên quan đến Mặt Trời hoặc Mặt Trăng. Vì người quan sát gần nguồn sáng hơn, yếu tố hướng tinh thể ít quan trọng hơn trong việc hình thành các trụ cột này.

## Hào quang tròn
Trong số các loại hào quang nổi tiếng nhất là hào quang 22°, thường được gọi là "quầng", xuất hiện như một vòng lớn quanh Mặt Trời hoặc Mặt Trăng với bán kính khoảng 22° (gần bằng chiều rộng của một bàn tay dang rộng ở chiều dài cánh tay). Các tinh thể băng làm cho vầng hào quang 22° được định hướng bán ngẫu nhiên trong bầu khí quyển, trái ngược với hướng ngang cần thiết cho một số loại hào quang khác như mặt trời giả và trụ cột ánh sáng. Do tính chất quang học của các tinh thể băng có liên quan, không có ánh sáng phản xạ vào bên trong vòng cung này, khiến bầu trời trông tối hơn bầu trời xung quanh nó, và tạo cho nó ấn tượng về một "lỗ trên bầu trời". Hào quang 22° không nên bị nhầm lẫn với vành nhật hoa, một hiện tượng quang học khác tạo thành các giọt nước thay vì các tinh thể băng, và có sự xuất hiện của một hào quang nhiều màu sắc hơn là hào quang 22°.
Các loại hào quang khác có thể hình thành là các hào quang 46°, vòng tròn mặt trời ảo hoặc vòng cung tròn chân trời, và có thể xuất hiện dưới dạng vòng cung đầy đủ (vòng tròn) hoặc không đầy đủ.

## Hào quang Bottlinger
Hào quang hình elip Bottlinger là một loại quầng hiếm hoi hình elip thay vì hình tròn. Nó có một đường kính nhỏ, làm cho nó rất khó nhìn thấy trong ánh sáng chói lòa của mặt trời và nhiều khả năng được phát hiện xung quanh mặt trời phụ mờ hơn, nó thường được nhìn thấy từ đỉnh núi hoặc máy bay. Hào quang Bottlinger vẫn chưa được giải thích rõ. Có đề xuất rằng chúng được hình thành bởi các tinh thể băng hình chóp rất phẳng với các mặt ở những góc thấp không phổ biến, lơ lửng theo chiều ngang trong khí quyển. Những điều kiện vật lý chính xác và phức tạp của hào quang này là lý do tại sao hào quang này rất hiếm.

## Tên khác
Trong phương ngữ Anglo-Cornish của người Anh, một hào quang của mặt trời hoặc mặt trăng được gọi là mắt của một con gà trống và là một dấu hiệu của thời tiết xấu. Thuật ngữ này có liên quan đến từ Breton kog-heol (sun cock) có cùng ý nghĩa. Ở Nepal, hào quang mặt trời được gọi là Indrasabha, liên hệ tới vị thần Indra của sấm sét và mưa trong Hindu giáo.

## Hào quang nhân tạo
Các hiện tượng tự nhiên này có thể được sao chép nhân tạo bằng nhiều phương tiện. Thứ nhất, bằng mô phỏng máy tính, hoặc thứ hai bằng phương tiện thực nghiệm. Về sau, người ta có thể lấy một tinh thể đơn và xoay nó quanh một hoặc nhiều trục thích hợp, hoặc dùng phương pháp hóa học. Một phương pháp tiếp cận thử nghiệm còn sâu xa và gián tiếp hơn là bằng hình học khúc xạ tương tự.

## Cách tiếp cận khúc xạ tương tự

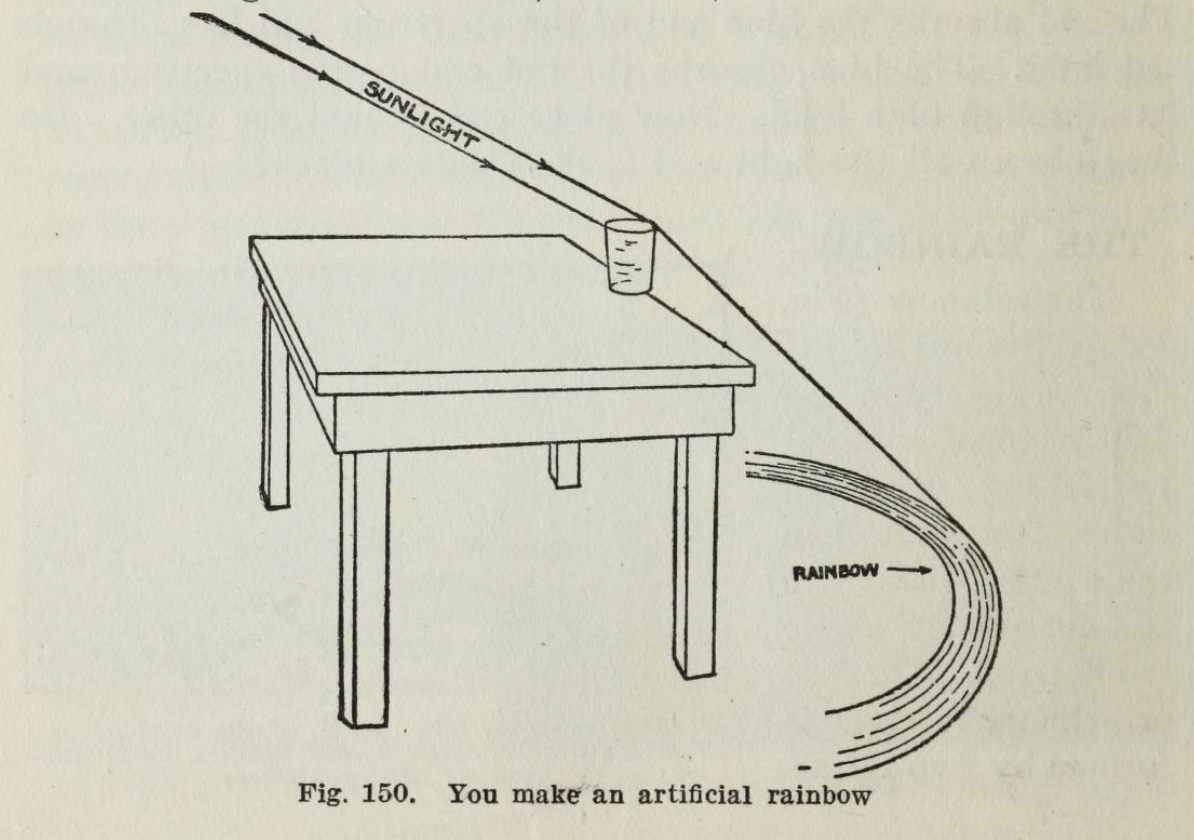
Thí nghiệm trình diễn khúc xạ tương tự vòng cung tròn thiên đỉnh. Ở đây, nó bị nhầm lẫn là một "cầu vồng nhân tạo" trong cuốn sách của Gilberts

Cách tiếp cận này sử dụng thực tế là trong một số trường hợp, hình học khúc xạ trung bình thông qua một tinh thể băng có thể được bắt chước hoặc mô phỏng bằng khúc xạ thông qua một vật hình học khác. Bằng cách này, vòng cung tròn thiên đỉnh, vòng cung tròn chân trời và vòng cung Parry có thể được tái tạo bằng phép khúc xạ thông qua các vật thể tĩnh, đối xứng tròn xoay (tức là không phải dạng hình lăng trụ). Một thí nghiệm đặc biệt đơn giản trên bàn tạo ra hiện tượng kiểu vòng cung tròn thiên đỉnh và vòng cung tròn chân trời đầy màu sắc chỉ bằng cách sử dụng một ly nước. Khúc xạ qua khối trụ nước hóa ra là (gần như) giống với khúc xạ trung bình quay thông qua một tinh thể hình cầu / dạng tấm hình lục giác thẳng đứng, do đó tạo ra các vòng cung tròn với màu sắc sinh động. Trong thực tế, thí nghiệm thủy tinh nước thường bị nhầm lẫn là mô phỏng cho một cầu vồng và đã tồn tại ít nhất kể từ năm 1920.
Theo ý tưởng của Huygens về cơ chế (sai) của mặt trời giả 22°, người ta cũng có thể chiếu sáng (từ bên cạnh) một ly thủy tinh hình trụ chứa đầy nước với đường kính vật chắn trung tâm bằng một nửa đường kính ly để khi chiếu trên màn hình có sự xuất hiện gần giống với mặt trời ảo tức là một cạnh màu đỏ bên trong chuyển thành một dải màu trắng ở các góc lớn hơn trên cả hai mặt của hướng truyền trực tiếp. Tuy nhiên, trong khi hiệu ứng trực quan là gần giống, thí nghiệm cụ thể này không liên quan đến một cơ chế tụ quang giả và do đó không phải là tương tự thực sự.

### Phương pháp hóa học
Các pha chế hóa học sớm nhất để tạo ra các hào quang nhân tạo đã được Brewster đưa ra và nghiên cứu thêm bởi A. Cornu vào năm 1889. Ý tưởng là tạo ra các tinh thể bằng cách kết tủa dung dịch muối. Sau đó, vô số tinh thể cực nhỏ được tạo ra khi được chiếu bởi ánh sáng, gây ra các hào quang tương ứng với hình dạng tinh thể đặc biệt và định hướng của chúng với tia sáng. Một số pha chế khác vẫn tồn tại và tiếp tục được khám phá. Những vòng tròn thường là kết quả chung của các thí nghiệm như vậy, tuy nhiên các vòng cung Parry cũng được sản xuất nhân tạo theo cách này.

### Phương pháp cơ học

#### Trục đơn
Các nghiên cứu thực nghiệm sớm nhất về hiện tượng hào quang đã được cho là bởi Bravais vào năm 1847. Bravais sử dụng lăng kính thủy tinh tam giác đều mà ông cho xoay tròn quanh trục thẳng đứng của nó. Khi được chiếu sáng bởi chùm ánh sáng trắng song song, nó tạo ra một vòng tròn Parhelic nhân tạo và nhiều điểm sáng ảo trên đó. Tương tự, A. Wegener sử dụng các tinh thể xoay hình lục giác để tạo ra mặt trời phụ ảo nhân tạo. Trong một phiên bản mới hơn của thí nghiệm này, nhiều điểm sáng ảo gắn trên vòng cung đã được tìm thấy bằng cách sử dụng các lăng kính thủy tinh BK7 lục giác có sẵn trên thị trường. Các thí nghiệm đơn giản như thế này có thể được sử dụng cho mục đích giáo dục và thí nghiệm trình diễn. Thật không may, sử dụng lăng trụ thủy tinh, người ta không thể tái tạo vòng cung thiên đỉnh hoặc vòng cung chân trời do phản xạ toàn phần không cho phép các đường truyền tia cần thiết khi {\displaystyle n<{\sqrt {2}}}.
Thậm chí sớm hơn Bravais, nhà khoa học người Ý, F. Venturi đã thử nghiệm với lăng kính nhọn chứa đầy nước để trình bày vòng cung thiên đỉnh. Tuy nhiên, lời giải thích này đã được thay thế bởi lời giải thích chính xác hơn về sau bởi Bravais.

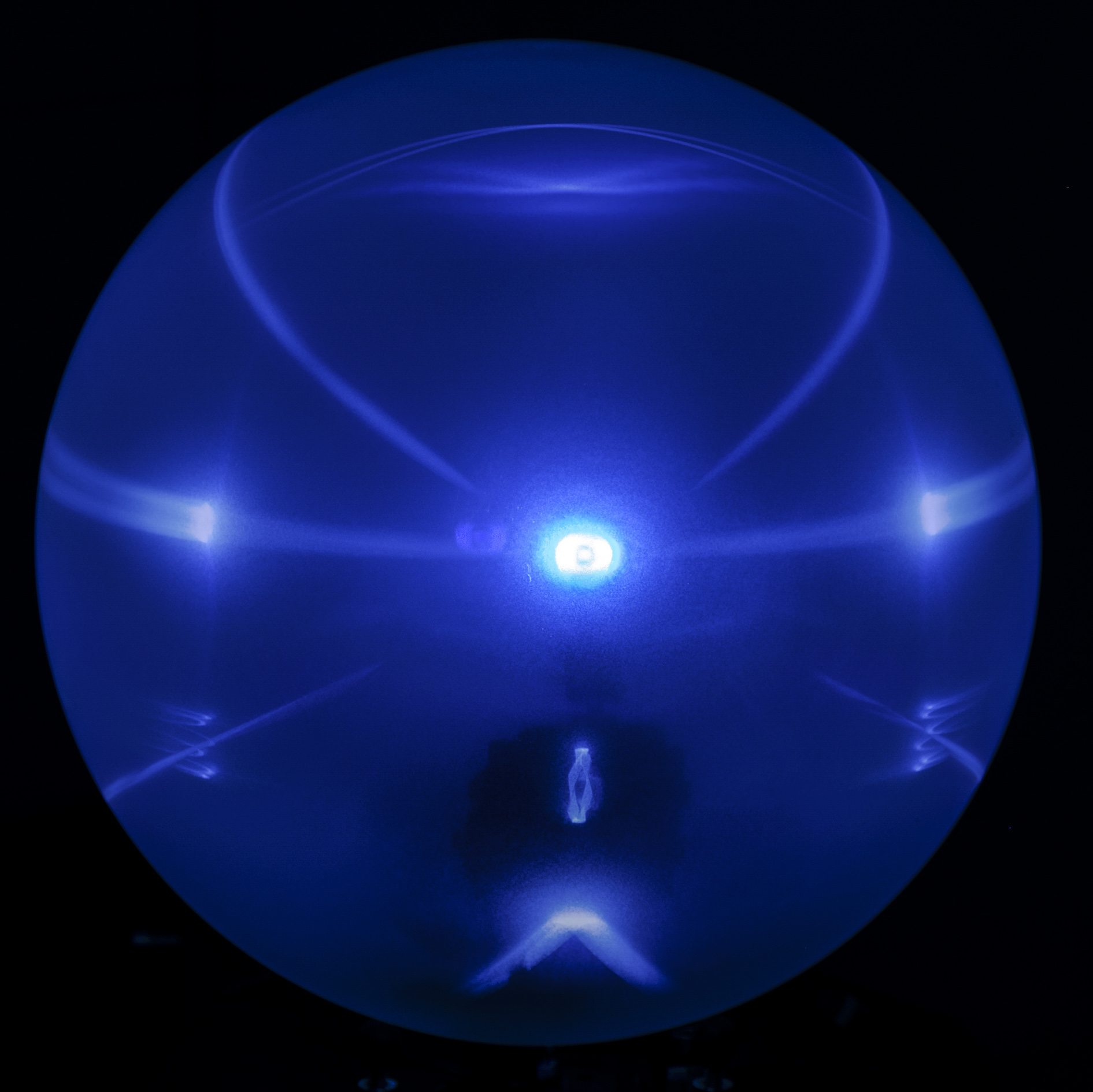
Hào quang nhân tạo chiếu trên màn hình hình cầu. Các hiện tượng có thể nhìn thấy là: vòng cung tiếp tuyến, mặt trời ảo (phụ), vòng tròn parhelic, vòng cung heliac.

 Các tinh thể băng nhân tạo đã được sử dụng để tạo ra các hào quang không thể đạt được trong phương pháp cơ học thông qua việc sử dụng các lăng kính thủy tinh, ví dụ như các vòng cung thiên đỉnh và chân trời. Việc sử dụng tinh thể băng đảm bảo rằng các hào quang tạo ra có cùng tọa độ góc như các hiện tượng tự nhiên. Các tinh thể khác như NaF cũng có chiết suất gần băng và cũng đã được sử dụng trong quá khứ.

#### Hai trục
Để tạo ra các hào quang nhân tạo như các vòng cung tiếp tuyến hoặc vòng hào quang ngoại tiếp ta cần xoay một tinh thể cột đơn hình lục giác theo khoảng 2 trục. Tương tự, các vòng cung Lowitz có thể được tạo ra bằng cách xoay một tinh thể tấm (đĩa) đơn trên hai trục. Điều này có thể được thực hiện bởi các máy tạo hào quang được thiết kế. Máy đầu tiên được chế tạo vào năm 2003; nhiều hơn sau đó. Đặt các máy như vậy bên trong các màn hình chiếu hình cầu, và theo nguyên lý được gọi là phép biến đổi bầu trời, sự tương tự là gần như hoàn hảo. Việc thực hiện bằng cách sử dụng các phiên bản vi mô của các máy nói trên có thể tạo ra các hình chiếu chính xác không bị méo mó của các hào quang nhân tạo phức tạp như vậy. Cuối cùng, sự chồng chất của một số hình ảnh và hình chiếu được tạo ra bởi các máy tạo hào quang như vậy có thể được kết hợp để tạo ra một hình ảnh duy nhất. Kết quả là hình ảnh chồng chất sau đó là một biểu diễn của các hào quang tự nhiên phức tạp có chứa nhiều tập hợp các định hướng khác nhau của lăng kính băng.

#### Ba trục
Việc tái tạo thử nghiệm các hào quang tròn là khó khăn nhất khi sử dụng chỉ một tinh thể duy nhất, trong đó loại tinh thể đơn giản nhất và thường đạt được bằng pha chế hóa học. Khi sử dụng một tinh thể đơn lẻ, người ta cần biết tất cả các định hướng 3D có thể có của tinh thể. Điều này gần đây đã đạt được bằng hai cách tiếp cận. Thực nghiệm đầu tiên sử dụng kỹ thuật khí nén và một sắp đặt tinh vi, và cách thứ hai sử dụng một máy chạy ngẫu nhiên dựa trên Arduino, nó định hướng lại ngẫu nhiên một tinh thể được gắn trong một quả cầu trong suốt có vách mỏng.

## Thư viện ảnh

Hào quang Mặt Trời, ảnh góc rộng 360 độ, Madrid 25-3-2017
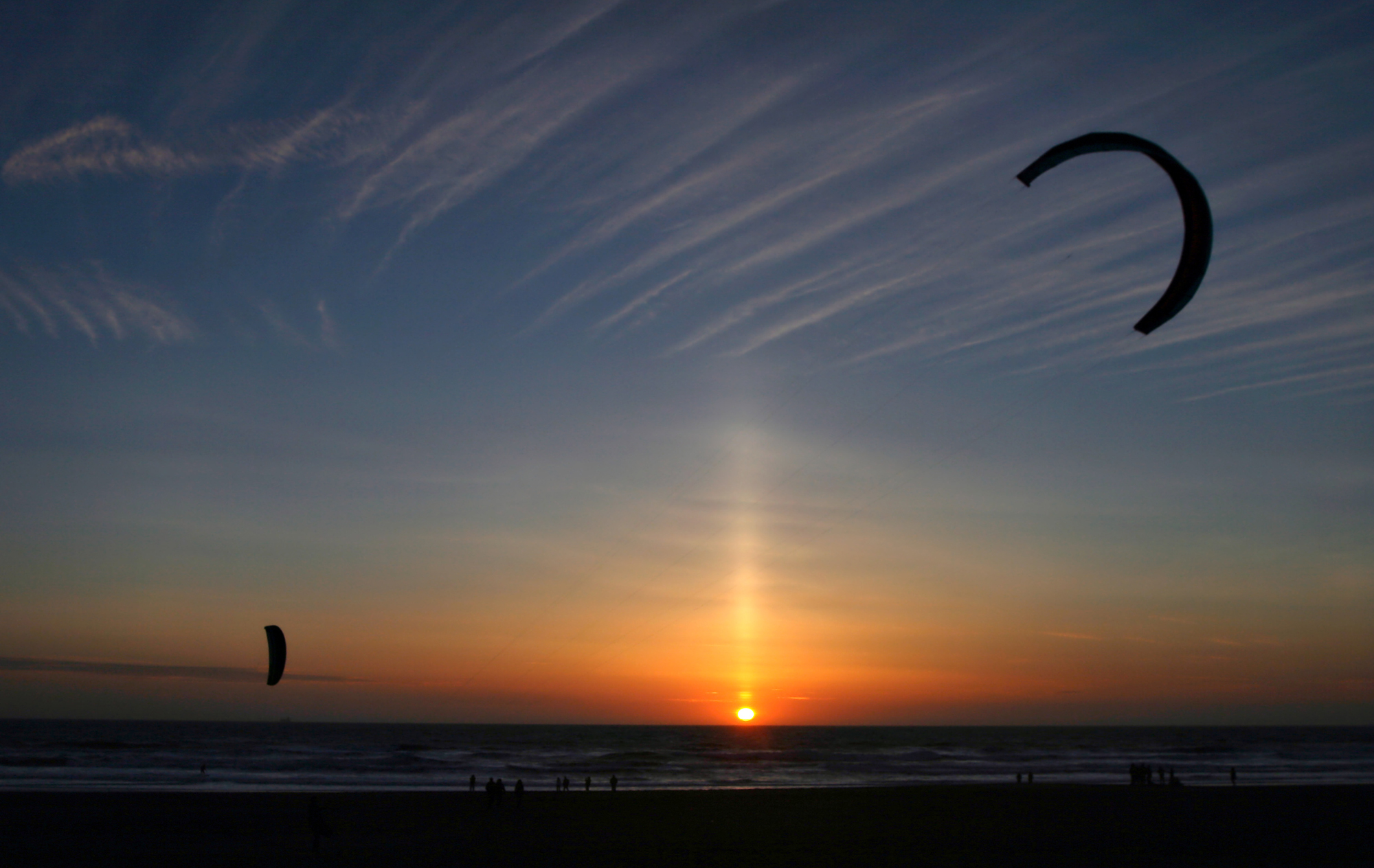
Trụ cột ánh sáng ở San Francisco
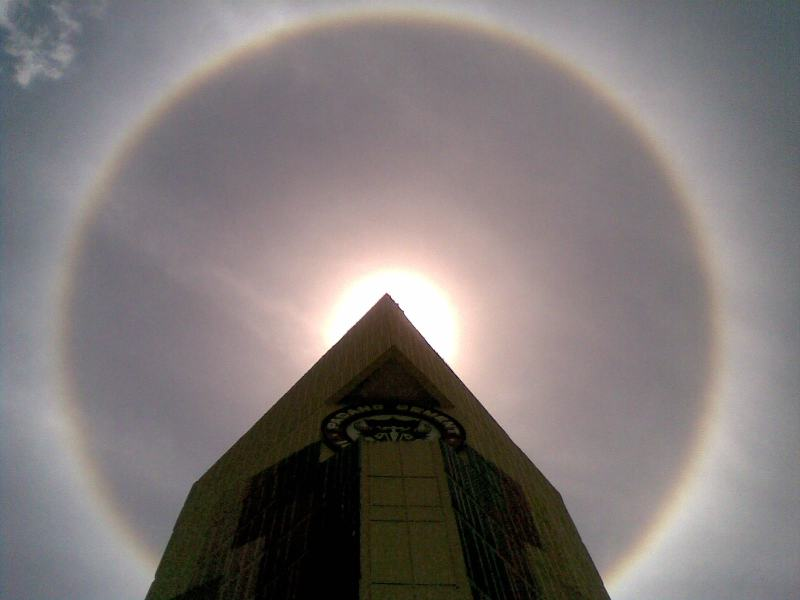
Vòng hào quang 22° quanh Mặt Trời, phía trên tòa nhà PT Semen Padang tại Padang, Indonesia, ngày 2 tháng 10 năm 2009, lúc 11:09 sáng
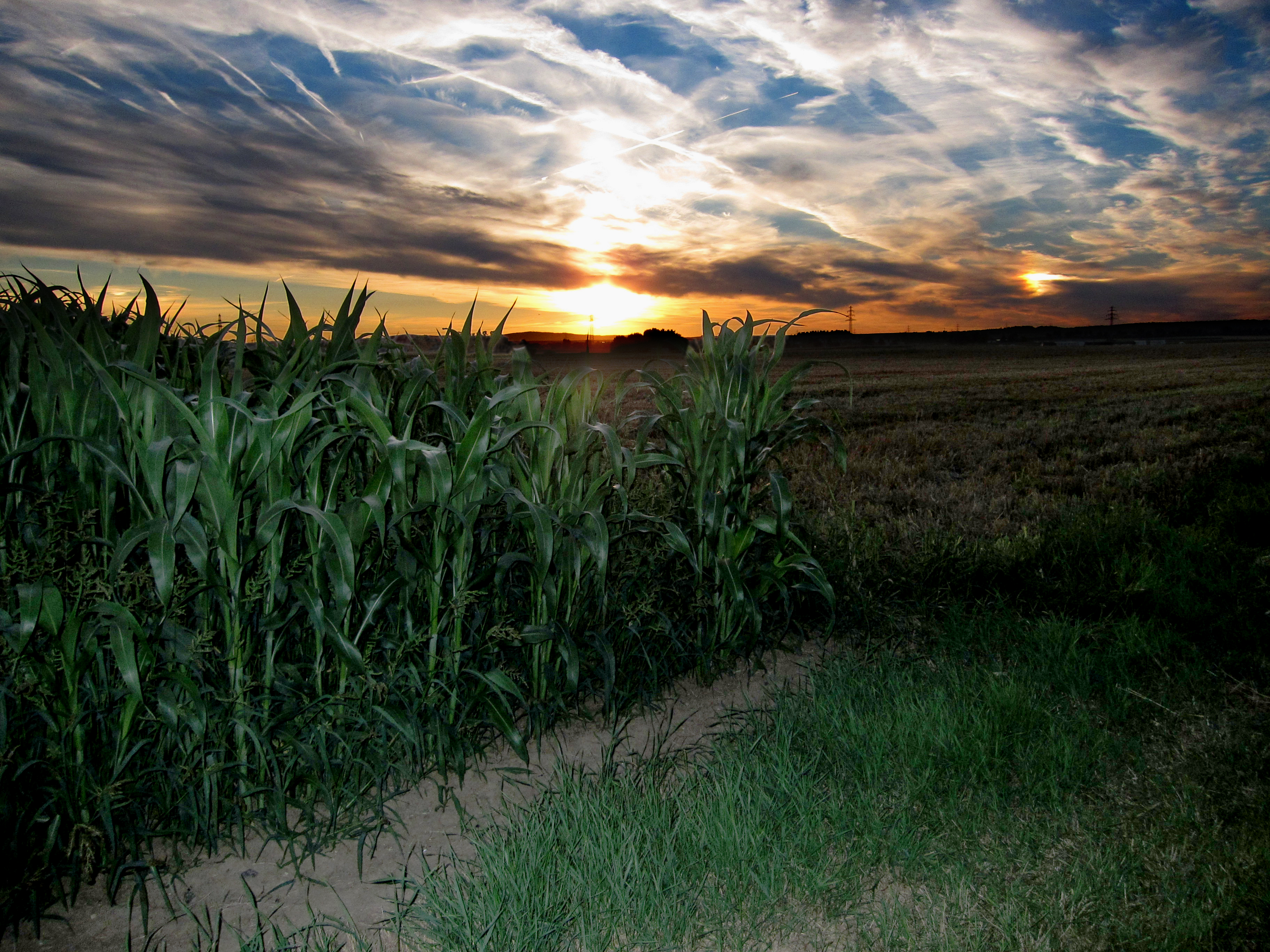
Mặt trời giả và trụ cột ánh sáng ở Hesse, ngày 12 tháng 8 năm 2012.
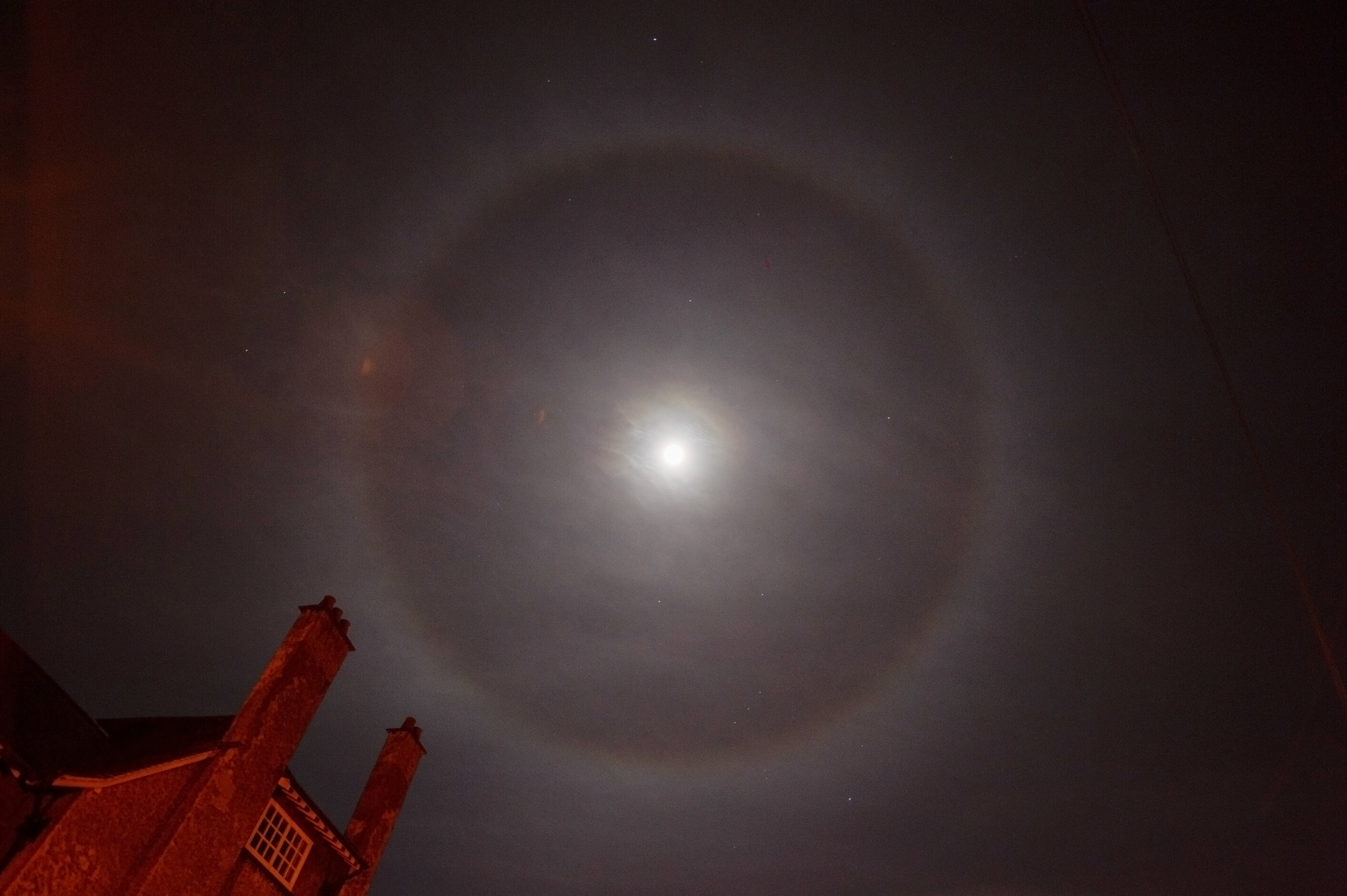
Hào quang 22° quanh Mặt Trăng được quan sát từ Luân Đôn, Vương quốc Anh vào đêm Giáng sinh (24 tháng 12) năm 2015. Chụp với ống kính Nikon D3S và ống kính Nikkor 20 mm f/1.8G.
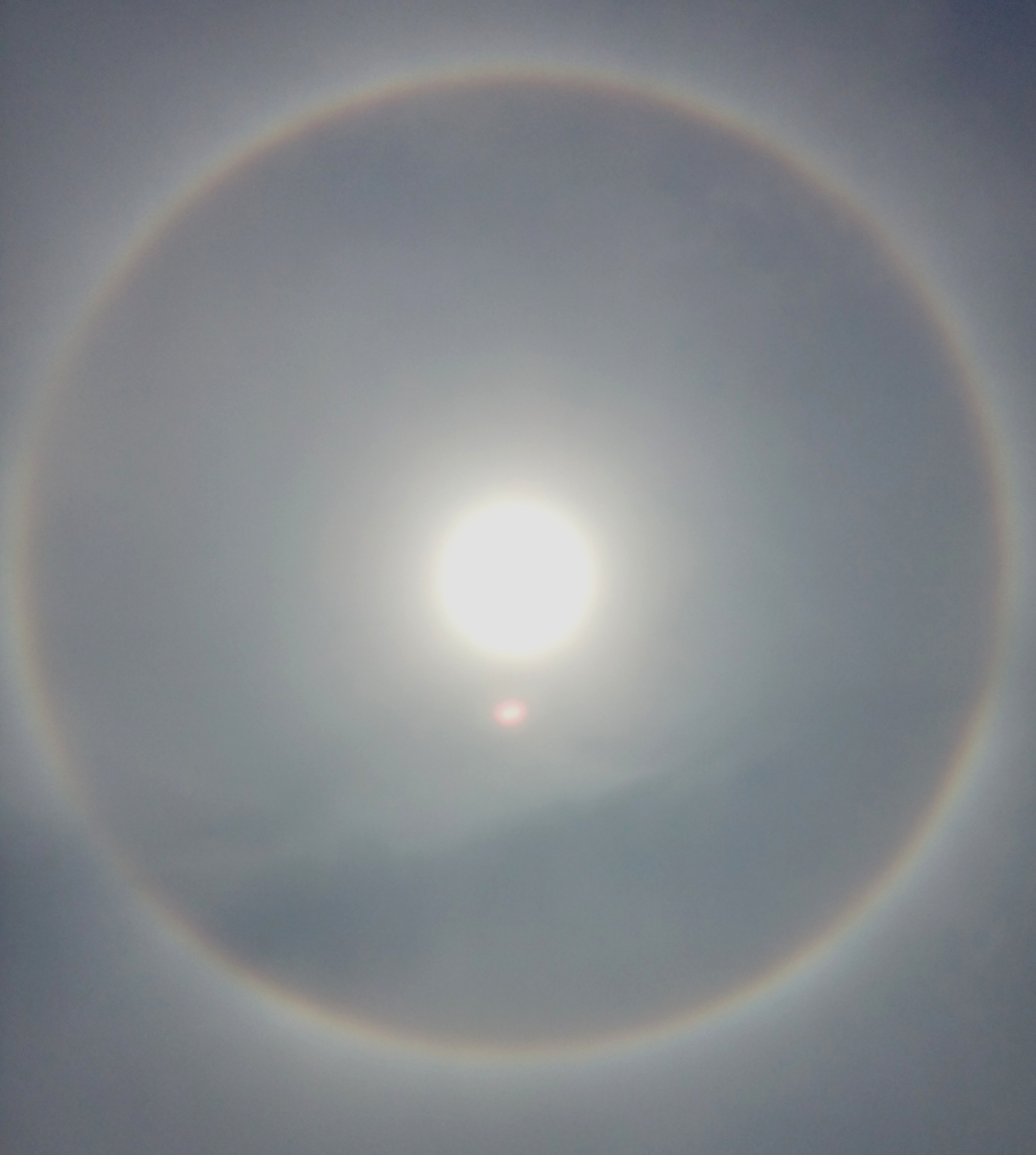
Hào quang 22° quanh Mặt Trời khi nhìn từ Kolkata, Tây Bengal, Ấn Độ vào ngày 30 tháng 4 năm 2016, vào khoảng 12:00 chiều
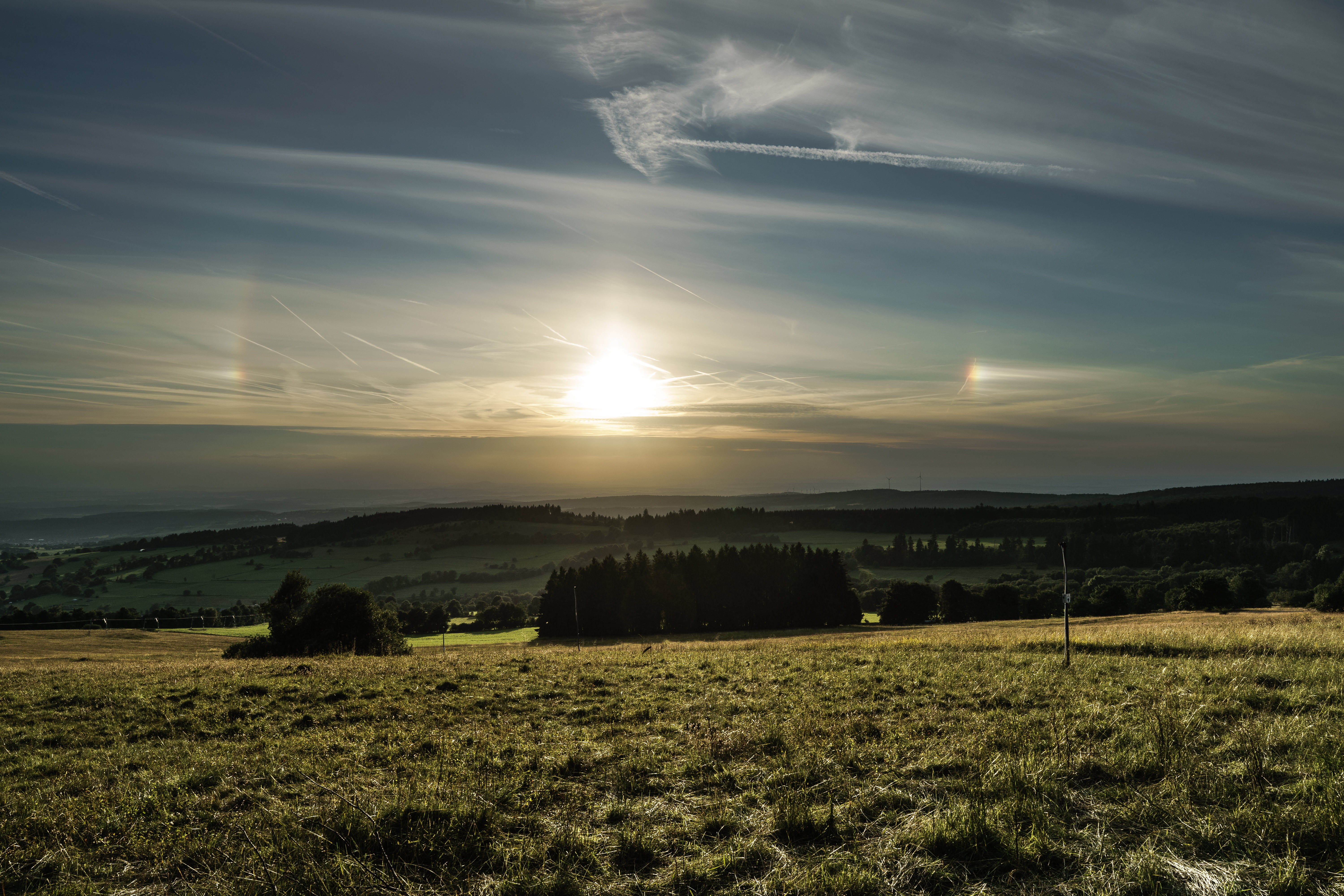
Mặt Trời với mặt trời giả tại Hoherodskopf, Đức - ngày 15 tháng 7 năm 2017.
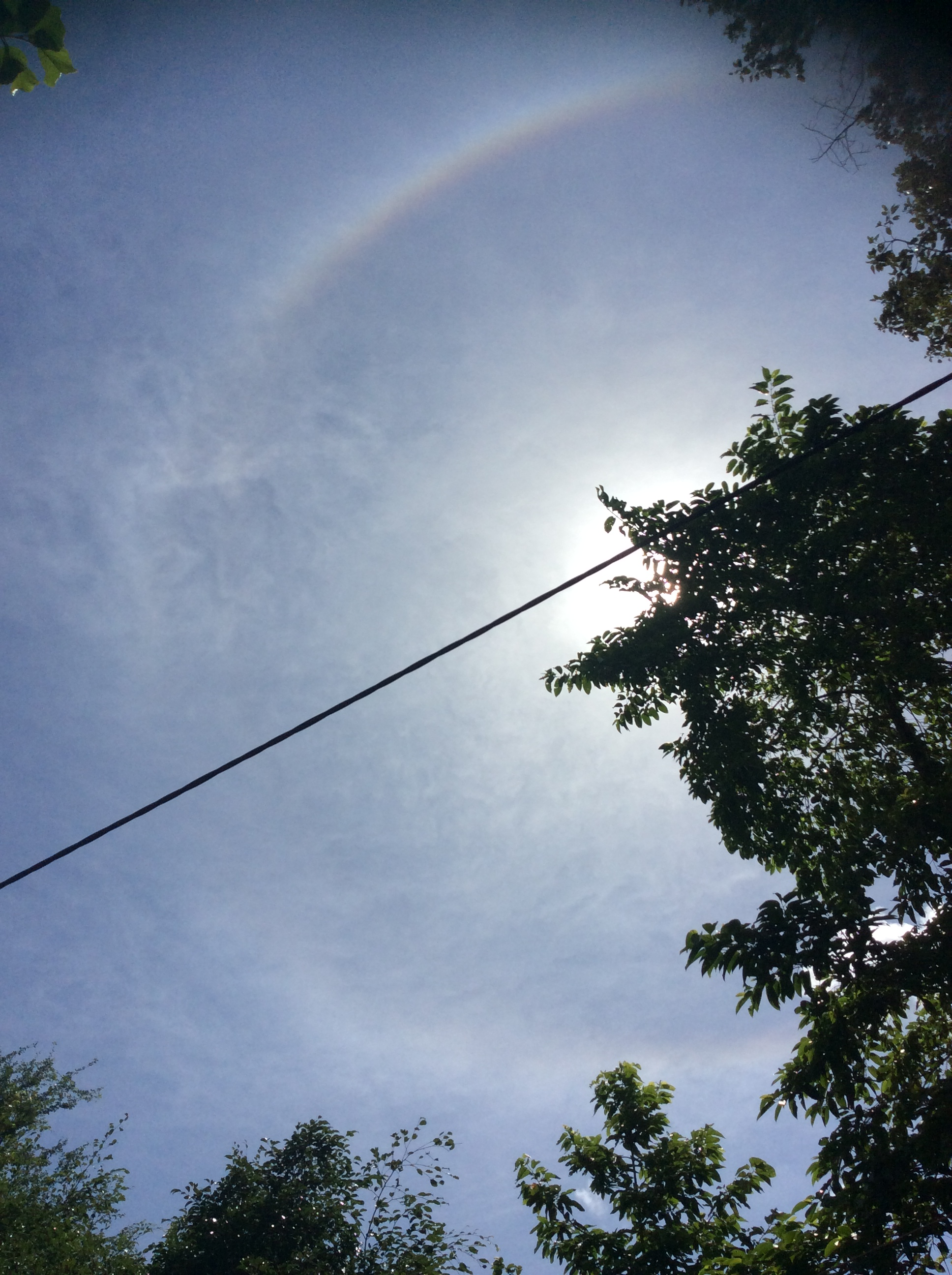
Hào quang Mặt Trời sau hai cơn mưa sáng và trưa, Châu Thành, tỉnh An Giang 2018.06.20 14:20.
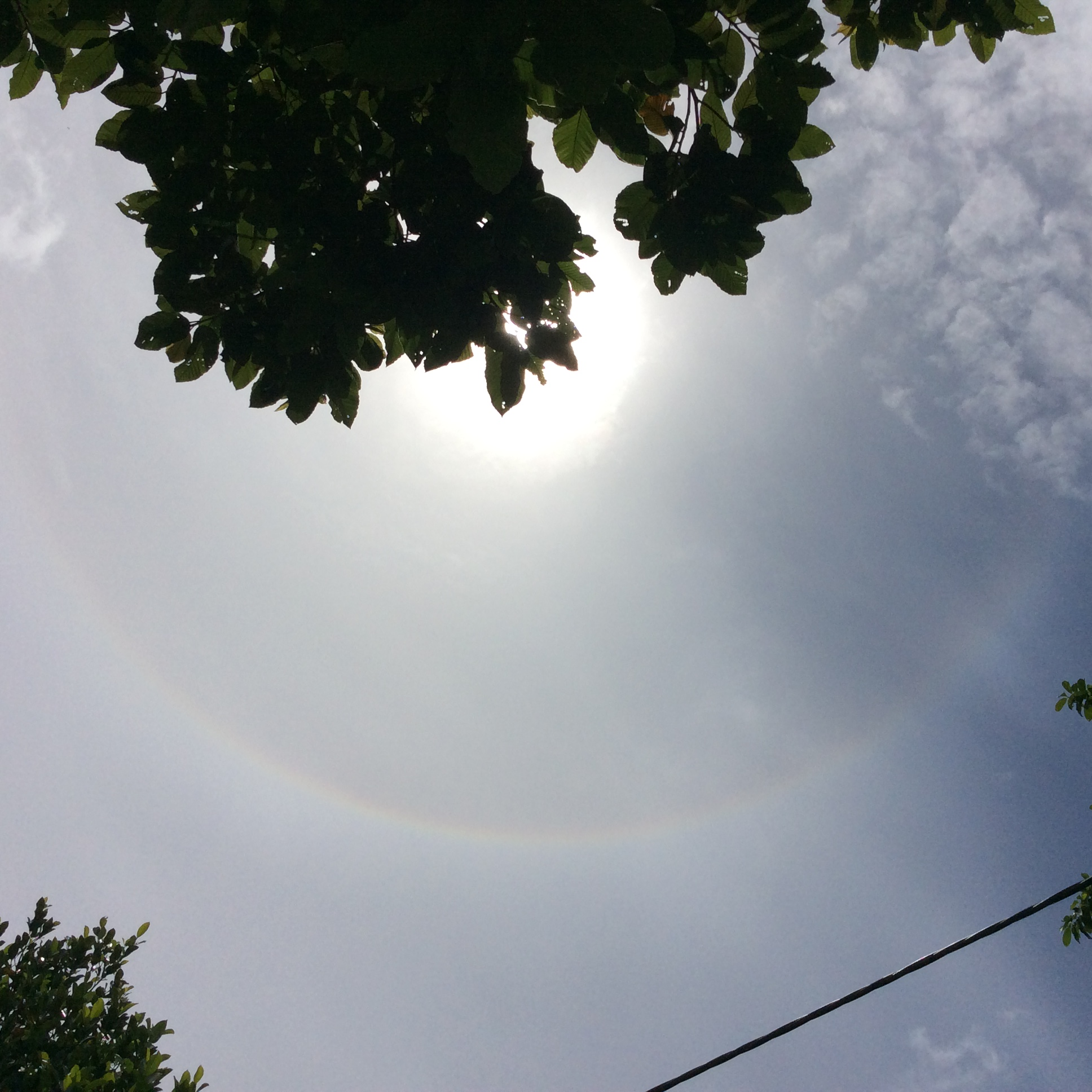
Hào quang Mặt Trời tại Châu Thành, tỉnh An Giang 2018.09.08 12:57.
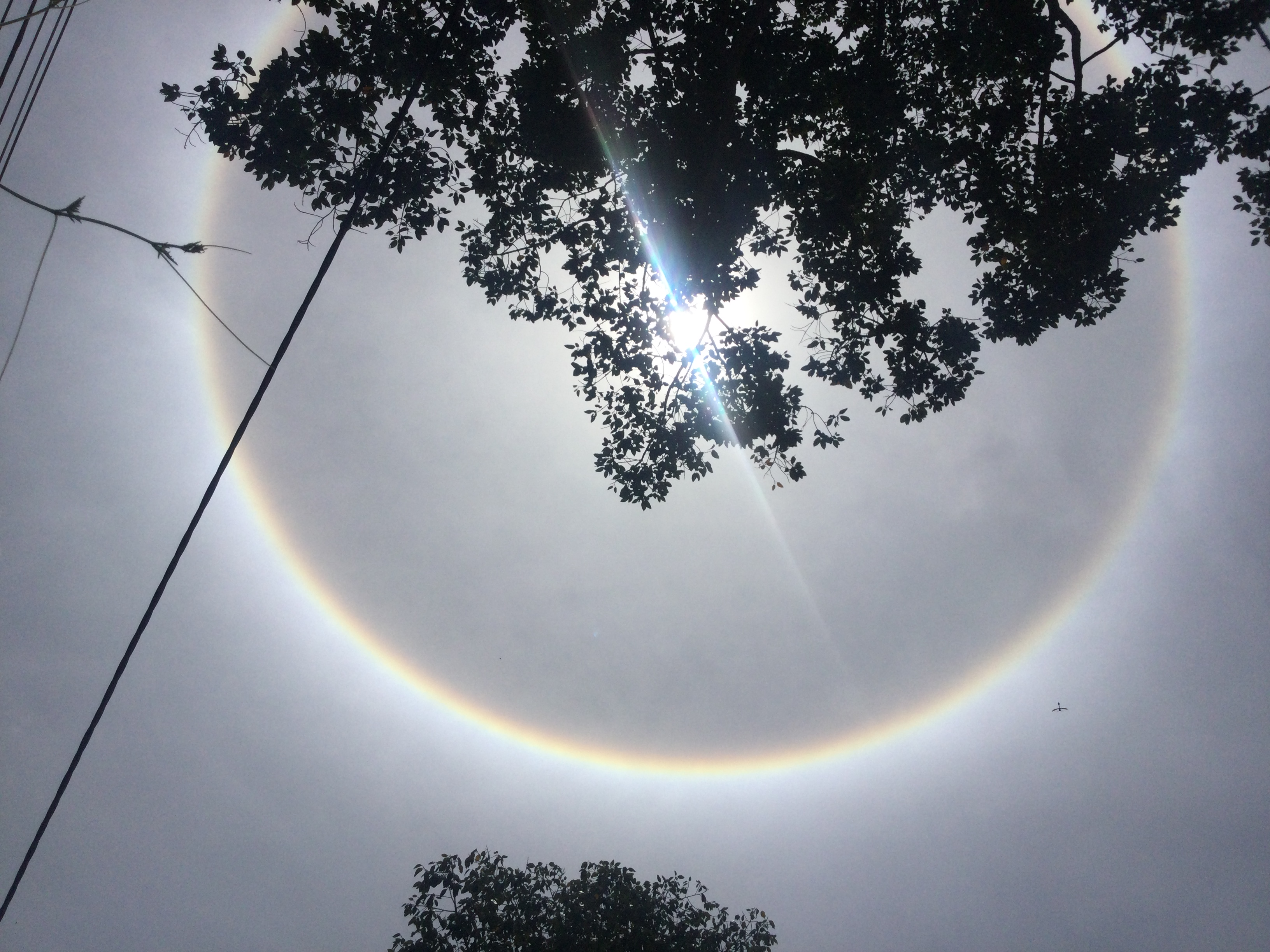
Hào quang Mặt Trời sáng tại Châu Thành, tỉnh An Giang 2025.07.03 11:24.